# Lynn Cohen
Lynn Cohen (Kansas City (Missouri), 10 augustus 1933 – New York, 14 februari 2020) was een Amerikaanse actrice.

## Biografie
Cohen begon in 1983 met acteren in de film Without a Trace. Hierna heeft zij nog meerdere rollen gespeeld in films en televisieseries zoals Deconstructing Harry (1997), Sex and the City (2000-2004), Law & Order (1993-2006), Munich (2005), Across the Universe (2007), Eagle Eye (2008), Everybody's Fine (2009), Sex and the City 2 (2010) en The Hunger Games: Catching Fire (2013).
Cohen was ook actief in het theater, zij maakte haar debuut op Broadway in 1989 met het toneelstuk Orpheus Descending, hierna speelde zij nog eenmaal op Broadway in 1997 met het toneelstuk Ivanov.

## Filmografie

### Films
Selectie:
- 2014 The Cobbler - als Sarah Simkin
- 2013 The Hunger Games: Catching Fire - als Mags
- 2010 Sex and the City 2 – als Magda
- 2009 Everybody's Fine – als oude vrouw in de eerste trein
- 2009 Staten Island – als Dr. Leikovic
- 2008 Eagle Eye – als Mevr. Wierzbowski
- 2008 Synecdoche, New York – als moeder van Caden
- 2008 Sex and the City – als Magda
- 2008 Deception – als vrouw
- 2007 Across the Universe – als oma Carrigan
- 2007 The Life Before Her Eyes – als Zuster Beatrice
- 2006 Invincible – als Mevr. Spegnetti
- 2005 Munich – als Golda Meir
- 1996 Walking and Talking – als moeder van Andrew
- 1994 Vanya on 42nd Street – als Maman
- 1993 Manhattan Murder Mystery – als Lillian House

### Televisieseries
Uitgezonderd eenmalige gastrollen.
- 2015 What's Your Emergency - als vrouw op de badkamervloer - 2 afl.
- 2009 - 2014 Damages – als Stefania McKee – 4 afl.
- 2009 - 2012 Nurse Jackie - als Mrs. Zimberger - 2 afl.
- 1993 – 2006 Law & Order – als rechter Elizabeth Mizener – 12 afl.
- 2000 – 2004 Sex and the City – als Magda – 13 afl.
- 1991 Golden Years – als receptioniste – ? afl.
- 1982 Texas - als verpleegster - 8 afl.

### Computerspellen
- 2010 Red Dead Redemption – als Mevr. Bush

- Bibliothèque nationale de France: cb15581572v (data)
- Gemeinsame Normdatei: 1061413470
- International Standard Name Identifier: 0000 0000 5673 4020
- Library of Congress Control Number: no2009037659
- Nationale Bibliotheek van Israël: 987007459538205171
- Système universitaire de documentation: 139463372
- Virtual International Authority File: 83584542
- WorldCat: E39PBJd3H9mFb79qrvYtWMvJXd